# Remington Модель 58
Remington Model 58, також відомий як Sportsman 58, самозарядний дробовик, який випускала компанія Remington Arms в середині 20-го століття. Це був перший дробовик Remington з відведенням порохових газів, його продавали разом дробовиком Модель 11-48 з віддачою стволу. Модель 58 випускали під 12, 16 та 20 калібри з 1956 по 1963, поки його не замінила Модель 1100.

## Конструкція
Модель 58 стала першою рушницею Remington з відведенням порохових газів. Рушниця мала багато конструктивних недоліків у порівнянні з Моделлю 11-48, з якою вона мала багато спільних конструктивних особливостей і деталей. Газова система вбудована в передню частину магазина, тому місткість трубчастого магазина обмежено двома набоями. Газ потрапляв через отвір у стволі в велику камеру. Поршень у камері штовхав назад штангу, яка в свою чергу приводила в дію затвор. Бойова пружина також розташована в середині переднього кінця трубчастого магазина.
Модель 58 випускали в кількох версіях, в тому числі магнум версія, яка стріляла 3-дюйми (7,6 см) набоями, а також версія з гвинтівковими прицілами ("Rifled Slug Specials"). В 1959 році  було представлено Модель 878 з покращеною "саморегульованою" газовою системою, лише під набій 12 калібру. Модель 58 та Модель 878 віртуально однакові, з єдиною різницею в газовому поршні та косметичні відмінності.
Конструкція виявилася дорожчою ніж Модель 11-48 та менш надійною та важчою. Remington вирішили замінити Модель 58 моделлю яка поєднала найкращі характеристики Моделі 11-48. В результаті Модель 1100 миттєво замінила Модель 58 і довела успішність, що скоро замінила Модель 11-48.